# Hecheng
För andra betydelser, se Hecheng (olika betydelser).
Hecheng är ett stadsdistrikt och säte för stadsfullmäktige i Huaihua i Hunan-provinsen i södra Kina.